# ستيف بوردمان
ستيف بوردمان (بالإنجليزية: Steve Boardman)‏ (25 أغسطس 1964 في الولايات المتحدة - ) هو مدرب كرة قدم ولاعب كرة قدم أمريكي في مركز الدفاع. لعب مع لوس أنجلوس لايزرز وIndiana Blast ‏ وHarrisburg Heat (1991–2003) ‏ وNomads Soccer Club ‏ وBaltimore Blast ‏ وDetroit Rockers ‏ وFort Wayne Flames ‏.